# 窪田康志
窪田 康志（くぼた やすし）は、日本の実業家、馬主。ケーアールケープロデュース株式会社の代表取締役であり、かつてはAKB48グループの運営を行う株式会社AKSの代表取締役を務めていた。生年月日不明。東京都出身。

## 経歴
ケーアールケープロデュース株式会社代表取締役社長、有限会社レーヴ青山代表取締役社長、株式会社AKS元代表取締役社長、AKB48プロジェクト・元エグゼクティブプロデューサー、株式会社大樹レーシングクラブ元代表取締役などを歴任した。大卒で、イギリスへの留学経験がある。帰国後は一度父が経営する会社に入社したが退職、1999年に起業した。
女性アイドルグループAKB48の運営プロジェクトが発動された当時のメンバーの一人であり、プロジェクトに関わる資金(約20億円)を調達した人物とされている。
2010年には『週刊文春』（2月18日号）に掲載された“AKB48メンバーと浅からぬ関係にある”とする記事により名誉を傷つけられたとして、発行元の株式会社文藝春秋や記者らを相手に約1億6千万円の損害賠償、および謝罪広告の掲載を求めて東京地裁に提訴した。2013年9月3日に一審勝訴するが控訴され、賠償認容額も請求の1.5%の165万円だった。
2020年3月には、東京国税局から約22億円の申告漏れを指摘されたことが明らかになった。乃木坂46の運営に関わる「ノース・リバー」の株式を京楽産業.に譲渡した際、譲渡益を申告しなかったとされる。

## 人物
既婚。血液型はBである。父の窪田芳郎は株式会社東京ウエルズの代表取締役会長。

## 馬主活動

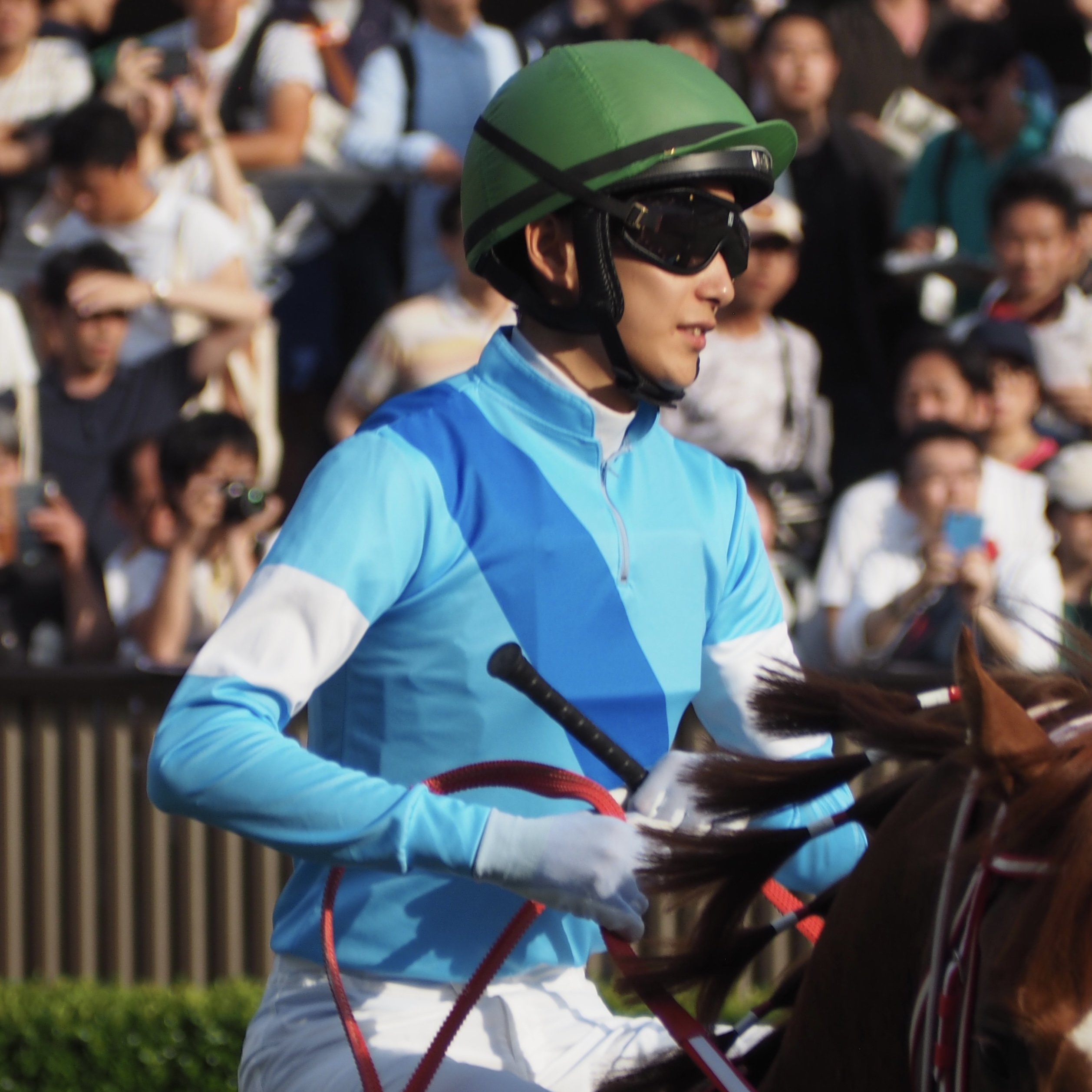
窪田の勝負服を着用した坂井瑠星

日本中央競馬会（JRA）および地方競馬全国協会（NAR）に登録する馬主としても知られる。勝負服の柄は水色、青襷、袖白一本輪。冠名には父の芳郎が辰年生まれであることから「ドラゴン」を用いた。馬主登録は2004年。芳郎ものちに馬主となり、所有馬の康志と芳郎間での名義変更が多々行われている。
馬主となったきっかけとして、小学生の頃から行っていた乗馬の経験を通じて馬を身近に感じていたことを挙げているほか、兄に大井競馬場へ連れて行ってもらったこと、イギリスへの留学中にも現地の競馬場へ足を運び「馬主になってみたい」と思うようになったと語っている。起業した理由も「馬主になりたかったから」としている。
「カチューシャ（2009年2月19日生）」や「カレンナシュシュ（2009年3月17日生）」といった、後にAKB48の曲名となる名前の馬も所有した。また初の所有馬であるセリーナトロフィー、ボクノタイヨウ、メイクセンスなどの所有馬は秋元康との共同所有であった。

## 主な所有馬

### 重賞競走優勝馬
- ドラゴンファイヤー（2007年シリウスステークス）

名義：窪田康志→窪田芳郎→窪田康志（重賞勝利時は芳郎名義）
- ディアマイダーリン（2015年クイーン賞）

名義：窪田康志
- グレーターロンドン（2018年中京記念）

名義：窪田康志→窪田芳郎（重賞勝利時は芳郎名義）
- センチュリオン（2018年マーチステークス）

名義：窪田康志
- ビッシュ（2016年紫苑ステークス）

名義：窪田康志→窪田芳郎（重賞勝利時は康志名義）
- ルークズネスト（2021年ファルコンステークス）

名義：窪田康志→窪田芳郎（重賞勝利時は芳郎名義）